# Cladosporium banaticum
Cladosporium banaticum är en svampart som beskrevs av Savul. 1951. Cladosporium banaticum ingår i släktet Cladosporium och familjen Davidiellaceae.   Inga underarter finns listade i Catalogue of Life.